# Archer John Porter Martin
Archer John Porter Martin, FRS (1. března 1910 – 28. července 2002) byl britský chemik, který v roce 1952 spolu s Richardem Syngem získal Nobelovu cenu za chemii za „vynález rozdělovací chromatografie“.
Jeho otec byl praktický lékař. Martin v roce 1932 vystudoval Cambridgeskou univerzitu. V roce 1948 začal pracovat v Medical Research Council. Zabýval se biochemií, konkrétně vitamíny E a B2 a separací aminokyselin.
V roce 1943 si vzal Judith Bagenal, se kterou měl syna a tři dcery. Na konci života měl Alzheimerovu chorobu.